# Пощоряване
„Пощоряване“ (на английски: Going Postal) е книга от Тери Пратчет, 33-та в поредицата за Света на диска. Публикувана е за първи път през 2004 г. във Великобритания. Заглавието е игра на думи – „going postal“ е израз, възникнал след няколко масови убийства, извършени от пощенски служители в Америка и означава „полудявам, пощурявам“.
„Пощоряване“ е била в краткия списък за наградите „Хюго“, „Небюла“ и „Локус“.

## Сюжет
Внимание:  Текстът по-долу разкрива сюжета на произведението (или части от него)!
В книгата се описва съживяването на пощата на Анкх-Морпорк и проблемите, които изникват пред пощенските служители.
След залавянето на опитния измамник Мокр фон Ментебрад пред него е поставена голяма дилема дали да остане жив и да започне живота си на чисто, но в услуга на Патриция на Анкх-Морпорк или да се прости с жалкото си съществуване. Естествено след като избира живота Мокр започва борба срещу набралите популярност Щраксове като началник на Анкх-Морпоркската поща с помощта на Младши пощальон Грош и неговия асистент Стенли. Но същевременно той води и борба със самия себе си, тъй като през цялото си съществуване той е бил някой друг и му се отдава да бъде самия себе си. Благодарение на прозорливостта си Мокр започва да издърпва Кралската поща от блатото в което я заварва, но с това си навлича гнева на силните на деня – собственика на Grand Trunk Company – Reacher Gilt. Подбутван от съдбата (тъй като разбира, че Reacher Gilt е придобил по нечестен път, компанията) или може би направляван от Патриция Ветинари той се хвърля в бясно съревнование с щраксовете на компанията на Reacher Gilt. Благодарение на миналото си Мокр побеждава Reacher Gilt в това съревнование, като същевременно го разобличава и печели сърцето на Адора (Adora Belle Dearheart).

## Телевизионна адаптация
Скай уан (Sky one) продуцира двусерийна тв адаптация, която е излъчена съответно на 30 и 31 май 2010 г.